# Esquerra abertzale
El terme esquerra abertzale (del basc abertzale, en català: patriota; admès en el Gran Diccionari de la llengua catalana amb l'acceptació d'«independentista») es fa servir per fer referència als partits o organitzacions d'ideologia nacionalista i independentista basca que alhora són d'esquerres, sigui en forma de marxisme, comunisme, socialisme o socialdemocràcia. En aquests es remarca el seu caràcter esquerrà en contraposició a l'habitual caràcter tradicional, conservador i demòcrata cristià del partit referent i hegemònic històricament del nacionalisme basc, el Partit Nacionalista Basc (PNB).
Comunament, s'anomena també com a «esquerra abertzale» al sector polític afí als partits polítics il·legalitzats Herri Batasuna i Batasuna, i a l'actual coalició Euskal Herria Bildu.

## Història
L'origen del que avui dia s'anomena esquerra abertzale neix de la combinació de la ideologia nacionalista basca amb la ideologia marxista a mitjan anys 60 (anys en els quals neix Euskadi Ta Askatasuna), si bé ja des dels anys 30 havia existit una ideologia que combinava l'anticapitalisme i l'autodeterminació en figures comunistes del PCE-EPK com Jesús Larrañaga o el partit polític Acció Nacionalista Basca (EAE-ANV), primer partit nacionalista basc d'esquerres.

### Partit Republicà Nacionalista Basc (1911)
El Partit Republicà Nacionalista Basc (PRNV) va ser el primer intent per crear un partit abertzale al País Basc de caràcter laic i republicà com a alternativa al nacionalisme conservador i catòlic del Partit Nacionalista Basc. Fundat l'1 de gener de 1911 amb Francisco Ulacia al capdavant, qui també fundà el Partit Nacionalista Liberal Basc en 1909, va tenir una vida molt efímera doncs es va dissoldre en 1913. Va prendre com a model a seguir la Unió Federal Nacionalista Republicana que al maig de 1910 va obtenir una gran victòria a les eleccions municipals de Catalunya. En contraposició al lema jeltzale, el seu va ser Pàtria i Llibertat.

### Acció Nacionalista Basca (1930)
Acció Nacionalista Basca va néixer a partir d'un grup de personalitats del nacionalisme basc com Luis Urrengoetxea, Anacleto Ortueta Azcuenaga, Tomás Bilbao Hospitalet i Justo Gárate entre d'altres, els qui realitzen el Manifest de San Andrés en 1930, manifest fundacional d'ANV. El partit, de caràcter laic, republicà i socialdemòcrata va girar a l'esquerra durant el bienni radical-cedista definint-se anticapitalista i independentista.
Durant la guerra civil ANV va apostar per la república i va organitzar quatre batallons de voluntaris que van combatre en el bàndol republicà com a part de l'Exèrcit Basc. Va formar part del Govern d'Euzkadi de José Antonio Aguirre, així com del govern espanyol de Juan Negrín.
Durant la dictadura franquista ANV va mantenir una escassa activitat en l'exili, mantenint el seu lloc en el Govern Basc d'Aguirre i de Leizaola posteriorment.

### Ekin (1952)
En els anys 50 el règim franquista comença a consolidar-se i a ser reconegut internacionalment. En aquest context, el 1952 a Bilbao es forma un grup d'estudi universitari anomenat Ekin, que el 1953 prendrà contacte amb l'organització juvenil del PNB, Euzko Gaztedi Indarra (EGI), passant a ser una sola organització el 1956. Així, amb motiu del primer Congrés Mundial Basc celebrat aquest mateix any a París, va ser redactada una ponència conjunta apostant pel relleu generacional dins del nacionalisme basc, xocant amb les directrius del PNB. Aquesta confrontació amb els dirigents del PNB aflorarà el 1958, la qual cosa va portar a l'expulsió dels dirigents d'Ekin, que es veuria acompanyada amb l'escissió d'EGI. Entre els motius d'aquesta decisió estava la posició d'Ekin d'adoptar una estratègia d' «acció directa» i actuar així com un moviment de resistència basc, en una època en la qual abundaven les lluites d'alliberament nacional al tercer món, com la descolonització d'Algèria.

### Euskadi Ta Askatasuna (1959)
El 31 de juliol de 1959 Ekin es transforma en Euskadi Ta Askatasuna (ETA), definint-se després de la seva primera assemblea, celebrada el 1962, com un moviment revolucionari d'alliberament nacional aconfessional, però sense declarar-se socialista encara. Des del naixement d'ETA, el PNB va deixar clara la seva desvinculació d'aquesta mitjançant un comunicat publicat en 1964.
És en la II Assemblea d'ETA, celebrada en 1963, on comencen a quedar més definits els elements esquerrans de l'organització, adoptant un ideari afí al marxisme, reafirmant-se en uns principis socialistes en els anys posteriors, sempre sense renunciar al seu caràcter nacionalista basc i apostant per la lluita armada com a mètode d'obtenir els seus objectius. Amb els anys sorgirien dins d'ETA diversos corrents “obreristes”, partidàries de donar prioritat a la lluita política i al suport al moviment obrer enfront de la lluita armada mitjançant aliances amb les organitzacions obreres d'àmbit estatal i donant primacia a les idees marxistes enfront del nacionalisme basc en major o menor mesura; aquests corrents anirien abandonant la banda en les seves diverses Assemblees, formant o integrant-se en partits polítics d'ideologia comunista o socialista, com LAIA, LKI, EMK, ORT o PCE-EPK.
Ja en l'etapa final del franquisme ETA es va dividir en dues organitzacions rivals. D'una banda, l'anomenada "ETA militar" o "ETA (m)", grup que ha arribat fins als nostres dies amb el simple nom d'ETA. D'altra banda, la llavors majoritària "ETA politicomilitar" o "ETA (pm)", partidària de combinar la lluita armada amb la participació institucional, seguint fidels al nacionalisme basc i a la ideologia esquerrana. ETA (pm) va ser la impulsora del partit polític Euskal Iraultzarako Alderdia (Partit per a la Revolució Basca), que a la llarga propiciarien la seva dissolució i la reinserció dels seus militants.

### Inici de la Transició espanyola (1975)
Amb la mort de Franco i l'inici de la transició democràtica i l'obertura a llibertats polítiques inexistents anteriorment, comença a prendre forma la coneguda des de llavors com a esquerra abertzale a través de diversos partits, sindicats i organitzacions, moltes d'elles vinculades a ETA des del seu origen.
El 1974 havien sorgit Eusko Alderdi Sozialista (EAS) i Herriko Alderdi Sozialista (HAS) (aquest últim a Iparralde), que el 1975 es van fusionar per donar Euskal Herriko Alderdi Sozialista (EHAS), que al seu torn el 1977 es transformaria, amb la incorporació d'Eusko Sozialistak (ES), en Herri Alderdi Sozialista Iraultzailea (HASI), partit que més tard tindria un paper rellevant dins de l'esquerra abertzale.
Altres partits i organitzacions amb una ideologia d'esquerra abertzale nascuts per aquestes dates van ser:
- Acció Nacionalista Basca (ANV), que es va reorganitzar després de dècades d'inactivitat i va ser legalitzat de nou el 1977 amb la tornada de la democràcia;
- Langile Abertzale Iraultzaileen Alderdia (LAIA), nascut el 1974 a partir d'una escissió d'ETA que considerava necessària la creació d'un partit de caràcter obrer i nacionalista a Euskadi;
- Langile Abertzaleen Batzordeak (LAB) i Langile Abertzale Komiteak (LAK), sindicats creats el 1974;
- Euskal Sozialista Biltzarrea (ESB), partit polític fundat el 1976 a partir de membres del sindicat Euskal Langileen Alkartasuna (ELA) i d'antics membres d'ETA;
- Euskal Sozialistak Elkartzeko Indarra (ESEI), partit polític format el 1976 partidari d'un socialisme autòcton i de l'abandó de la lluita armada;
- Abertzale Sozialista Komiteak (ASK), sorgit el 1976, com un moviment autogestionat i assembleari, amb la intenció d'aglutinar a diferents sectors del moviment per a l'alliberament nacional;
- Gestoras Pro Amnistía, sorgides el 1976 com a organització antirepressiva;
- Jarrai,[7] nascuda el 1979 com les joventuts de la Koordinadora Abertzale Sozialista (KAS).

Un altre partit d'esquerra abertzale de rellevància va ser Euskal Iraultzarako Alderdia (EIA), sorgit el 1977 a instàncies d'ETA (pm) com a braç polític propi, i que el 1982 es transformaria en Euskadiko Ezkerra (EE) com un partit de l'esquerra abertzale no vinculat al Moviment d'Alliberament Nacional Basc.
Així mateix, el 1975 es va formar la Koordinadora Abertzale Sozialista (KAS) com a òrgan col·lectiu que agrupava als diferents partits polítics, sindicats, moviments socials i organitzacions armades (qualificades de terroristes) de l'espectre polític de la denominada esquerra abertzale, destinat a coordinar les diferents accions de les organitzacions afins al Moviment d'Alliberament Nacional Basc (MLNV), tant legals com il·legals, tendents a la consecució dels seus objectius polítics així com a servir de taula de debat entre elles. Entre les organitzacions que van crear KAS es trobaven els partits EHAS (després HASI) i LAIA, les organitzacions armades ETA (pm) i ETA (m), i els sindicats LAB i LAK. Més s'hi va unir ASK i durant un curt espai de temps EIA, que la va abandonar al costat d'ETA (pm) el 1977. Igualment, també depenien de KAS altres organitzacions, com Gestoras Pro Amnistía o Jarrai. KAS tenia com a programa polític l'alternativa KAS.
En els mitjans de comunicació, es va crear el diari Egin en 1977, afí a la ideologia abertzale d'esquerres, clausurat anys després per mandat judicial i seguit per Gara (1999).

### Eleccions generals espanyoles (juny de 1977)
Davant les primeres eleccions democràtiques en 1977 els partits de l'esquerra abertzale, que s'havien agrupat mesos abans entorn d'Euskal Erakunde Herritarra al costat d'altres partits de l'esquerra estatal revolucionària, van prendre diverses postures després del fracàs de les "reunions de Txiberta" afavorides per Telesforo de Monzón.
Al febrer de 1977 KAS acorda que només participarà si s'aconsegueix l'amnistia i la tolerància per als partits; no obstant això, ETA (pm) i EIA van considerar que si l'esquerra abertzale no participava, els seus possibles votants es decantarien per altres opcions. Vista la situació, es va produir l'escissió de KAS d'aquestes formacions i EMK va iniciar converses amb EIA per acudir junts en la coalició Euskadiko Ezkerra (EE). Finalment EHAS, LAIA i KAS van propugnar l'abstenció; i ANV, ESB i EE van participar, amb escàs suport electoral, aconseguint solament un diputat i un senador la candidatura d'EE.

### La Mesa d'Alsasua i Herri Batasuna (1978)
Després d'aquests fets, a l'octubre de 1977 es va constituir la Mesa d'Alsasua, en la qual van participar HASI, EIA, LAIA, ESB i ANB amb la intenció de presentar una candidatura unida de l'esquerra abertzale articulada entorn de l'alternativa KAS; mesos després, a l'abril de 1978, la Mesa d'Alsasua es constituiria en la coalició Herri Batasuna (HB), amb el suport extern de KAS i d'ETA (m), encara que formalment HB n'era independent
No obstant això, EIA va preferir apostar per Euskadiko Ezkerra (EE) i es va mostrar a favor de l'Estatut d'Autonomia del País Basc de 1979, exercint un paper fonamental per a la dissolució d'ETA (pm). D'altra banda, ESB i LAIA abandonarien Herri Batasuna el 1980 per la seva oposició a la postura d'HB de no participar en les institucions i pel paper prominent que havia adquirit KAS en la direcció de la coalició. Tanmateix, això també ha estat interpretat com que ETA (m) va prendre el control d'HB i va expulsar els crítics.
ESB acabaria desapareixent, igual que LAIA, encara que aquesta última juntament amb LKI i un sector escindit d'EE, més el suport d'EMK, el 1983 creen Auzolan, que anys més tard es transformaria en Batzarre amb una ideologia més esquerrana que nacionalista.

### Eusko Alkartasuna (1986)
Eusko Alkartasuna (EA) es va fundar al setembre de 1986 a partir d'una escissió del PNB liderada per l'ex lehendakari Carlos Garaikoetxea. EA es defineix com un partit socialdemòcrata i independentista que defensa una República Basca a Europa conformada per les set províncies i assolida per vies pacífiques mitjançant el dret d'autodeterminació. Proclama la justícia social i la defensa dels serveis públics com dos dels eixos estratègics del seu programa. La seva organització juvenil s'anomena Gazte Abertzaleak.
Malgrat mantenir la seva distància ideològica, ha compartit govern al País Basc amb el PNB en diverses ocasions des de 1994 fins a 2009, arribant fins i tot a presentar-se a les eleccions en coalició amb aquesta formació des de 2001.

### Dissolució d'EE; Abertzaleen Batasuna (1993)
Herri Batasuna (HB) es convertiria durant els anys 80 i 90 en el partit referent de l'esquerra abertzale, aconseguint el suport d'ETA i de sectors antiautoritaris, la qual cosa li va portar el 1987 a aconseguir les majors cotes d'expressió política en l'esquerra abertzale. No obstant això, durant els 80 conviuria amb un altre partit de l'esquerra abertzale, Euskadiko Ezkerra (EE), fins que aquest es va fusionar amb el PSE el 1993, quedant des d'aquest moment HB com a únic partit de l'esquerra abertzale de caràcter socialista al País Basc i Navarra.
La principal diferència entre tots dos partits radicaria en la seva postura respecte a la violència d'ETA. Si bé EE va renunciar a la lluita armada, va condemnar la violència després de la dissolució d'ETA (pm) i va participar en les institucions, HB va rebutjar tot projecte reformista propugnant un escenari de ruptura democràtica i mai va condemnar les accions d'ETA ni va declinar el suport que aquesta li prestava. Per aquesta raó, amb els anys HB va començar a ser perseguida en ser considerada com a part integrant i de suport logístic de l'organització armada.
D'altra banda, també en 1993 es crea Abertzaleen Batasuna (AB), una plataforma política d'Iparralde composta per Euskal Batasuna (EB), Ezkerreko Mugimendu Abertzalea (EMA) i Herriaren Alde (HA) (aquesta última va venir a substituir la participació inicial d'Eusko Alkartasuna). Amb els anys, AB es va ser consolidant com el referent principal del nacionalisme basc que opera a França a conseqüència de l'increment del vot que va experimentar en els comicis cantonals i legislatius de la primera meitat de l'dècada de 1990.
Des de l'àmbit sindical, ELA i LAB van realitzar el 1995 una declaració conjunta en la qual es mostraven a favor de l'autodeterminació i de la negociació política amb ETA, començant des de llavors la unitat d'acció entre ambdues formacions en pro del "marc basc de relacions laborals".

### Detenció de la Mesa Nacional d'HB (1997)
HB continuaria la seva activitat política, sempre sense condemnar la violència, fins que l'ombra de la il·legalització comença a planejar sobre ella. El 1997 són detinguts els 23 membres de la Mesa Nacional per col·laboració amb banda armada, després de l'intent de difusió, com a tascó electoral en la propaganda electoral televisiva gratuïta, d'un vídeo en el qual Euskadi Ta Askatasuna presentava la seva Alternativa Democràtica per a Euskal Herria sent condemnats a 7 anys de presó cadascun d'ells per col·laboració amb ETA. Així, es va formar una nova Mesa Nacional, canviant tots els seus membres. La sentència seria anul·lada posteriorment pel Tribunal Constitucional «a causa de la falta de proporció de la pena legalment prevista» (STC 136/99, 20 de juliol de 1999) Tanmateix, segons la Fiscalia, «ni llurs fets provats ni llurs fonaments jurídics foren qüestionats pel suprem intèrpret de la Constitució».

### Euskal Herritarrok (1998)
A l'any següent, el 1998, en plena treva d'ETA després de la signatura del Pacte d'Estella, Herri Batasuna, Zutik i Batzarre creen Euskal Herritarrok (EH), coalició que donades les circumstàncies del moment cull els millors resultats de l'esquerra abertzale en les eleccions navarreses i basques.
D'altra banda, al juliol de 1998 el diari Egin va ser clausurat per ordre judicial, i al novembre d'aquest mateix any la coordinadora KAS va ser il·legalitzada per servir de suport polític a l'activitat armada d'ETA així com per considerar-se'n part.
El 2 de gener de 1999 va ser investit Lehendakari del País Basc Juan José Ibarretxe amb el suport de PNB, EA i EH. Al març s'arribava a un pacte de govern entre les tres forces nacionalistes, formant-se un govern de coalició entre el PNB i EA, i al maig es va signar un acord de legislatura amb EH.

### Udalbiltza (1999)
Udalbiltza va ser una mancomunitat de càrrecs municipals nacionalistes que es va crear el 18 de setembre de 1999 amb la intenció de ser el primer òrgan polític de representació popular genuïnament basc, en abastar a representants municipals de tot Euskal Herria. Quan la treva d'ETA de 1998 va tocar a la seva fi i el pacte d'Estella es va donar per liquidat, Udalbiltza va sofrir una escissió i només els representants municipals de l'esquerra abertzale van donar continuïtat al projecte originari.
En 2003 va ser desmantellada per la policia i els seus dirigents van ser empresonats acusats de col·laborar amb ETA. Finalment, el 20 de gener de 2011 tots ells van ser absolts per l'Audiència Nacional perquè, segons la sentència d'aquest tribunal, «la mera coincidència o sintonia entre els objectius que ETA autoproclama com a justificació de la seva activitat delictiva i els d'Udalbiltza no són constitutiu de cap delicte» i «en un estat democràtic queden fora de l'àmbit penal l'acció política i les opinions i manifestacions ideològiques, agradin o no, siguin majoritàries o minoritàries, siguin compartides o no».

### Batasuna i Aralar (2001)
L'any 2001 neix Batasuna, creada com una refundació d'Herri Batasuna (HB) per intentar unir en únic partit als abertzales d'esquerra de tota Euskal Herria juntament amb els sectors anteriorment integrats en la coalició Euskal Herritarrok (EH), de la qual ja s'havien desvinculat Batzarre i Zutik després de la ruptura de la treva d'ETA l'any anterior. Els seus components eren principalment membres d'Herri Batasuna (HB) als quals es van unir els militants d'Abertzaleen Batasuna (AB) contraris a la decisió majoritària de no integrar-se en Batasuna. Acció Nacionalista Basca (ANB), per la seva banda, va donar suport al projecte però va voler mantenir la seva històrica forma de partit autònom.
Amb la refundació i canvi de nom es pretenia crear un partit polític a nivell nacional, ja que tant HB com EH eren coalicions que només actuaven en les comunitats autònomes espanyoles de Navarra i País Basc, i per la seva banda AB es veia restringit a un Iparralde freturós a més de departament propi. Aquesta tendència també va ser presa per Eusko Alkartasuna (EA) i el Partit Nacionalista Basc (PNB).
En la formació de Batasuna van confluir quatre ponències: Igitaia eta Mailua d'Euskal Herriko Komunistak, Piztu, Arragoa i la majoritària Bateginez; rebutjant-se la ponència Aralar del corrent del mateix nom. Aralar era un corrent d'opinió provinent d'HB, especialment present a Navarra, que després de la ruptura de la treva d'ETA va advocar per l'obertura d'un debat sobre l'actitud de l'esquerra abertzale respecte a ETA (sent partidària de la condemna pública), així com el tipus de tasca institucional que havia de realitzar (partidària d'una participació amb normalitat). Després de ser rebutjada la seva ponència, va abandonar el procés de refundació i decideix fundar un partit polític del mateix nom.
D'altra banda, les Gestoras Pro Amnistía van ser il·legalitzades en 2001 en haver entès l'Audiència Nacional que aquesta organització formava part orgànica d'ETA.

### Il·legalització de Batasuna, EH i HB (2003)
El 20 de febrer de 2003, l'Audiència Nacional va ordenar la clausura del diari Egunkaria, únic publicat íntegrament en basc, i la detenció dels seus directius, per formar presumptament parteix del conglomerat empresarial controlat per ETA; encara que anys més tard serien absolts.
El març de 2003, Herri Batasuna, Euskal Herritarrok i Batasuna van ser declarats partits il·legals pel Tribunal Suprem en virtut de la Llei de Partits acusats de vinculació amb l'organització armada ETA; no obstant això Batasuna va continuar sent legal a França, sota la forma d'una associació.
Aquesta acusació es va basar en el seu rebuig a condemnar la violència d'ETA i a emparar-la i justificar-la durant anys, juntament amb el fet que HB va presentar amb freqüència com a candidats en les eleccions a membres o exmembres d'ETA i que ETA va demanar el vot per a la coalició diverses ocasions. Així mateix el Tribunal Suprem va considerar provat que l'activitat d'HB i les formacions posteriors estava supeditada a les directrius polítiques que dictava ETA.
No obstant això Batasuna va intentar eludir la seva il·legalització mitjançant diverses marques electorals en les posteriors cites amb les urnes. Així, es va presentar com a Autodeterminaziorako Bilgunea (AuB) per les eleccions a les Juntes Generals del País Basc i al Parlament de Navarra de 2003, però totes les seves llistes van ser impugnades. D'aquesta forma l'esquerra abertzale va quedar fora del Parlament de Navarra i de les Juntes Generals de Guipúscoa i de la meitat de municipis bascos fins a l'actualitat, i de les Juntes Generals d'Àlaba, les Juntes Generals de Biscaia i diversos municipis durant 4 anys.
A les eleccions europees de 2004, es va constituir la plataforma Herritarren Zerrenda (HZ) anul·lada a Espanya pel Tribunal Suprem per la seva relació amb Batasuna. No obstant això, a França HZ sí que es va poder presentar, aconseguint 5.100 vots a Iparralde.
Per a les eleccions al Parlament Basc de 2005 es va presentar l'agrupació Aukera Guztiak (AG), que va acabar sent impugnada pel mateix motiu; no obstant això la llista recolzada finalment per Batasuna para aquestes eleccions va ser la del Partit Comunista de les Terres Basques (PCTV), que va obtenir 9 diputats al Parlament Basc.
De cara les eleccions de 2007 (a les juntes Generals del País Basc, al Parlament de Navarra i municipals) membres de l'esquerra abertzale il·legalitzada van registrar un nou partit polític al Ministeri d'Interior: Abertzale Sozialisten Batasuna (ASB). Després de considerar que els seus promotors i membres van ser membres de Batasuna i que la seva estructura era similar a la il·legalitzada Batasuna el registre va ser vetat.

### Nafarroa Bai (2003)
Mentrestant, a Navarra es va formar la coalició Nafarroa Bai que, amb el propòsit de representar i defensar els interessos de la ciutadania navarresa basquista i progressista, conjugava un espectre ideològic que anava del socialisme (Aralar, Batzarre) i la socialdemocràcia (Eusko Alkartasuna) a la democràcia cristiana (PNB), compartint totes elles un sentiment nacionalista basc o, si més no, basquista (Batzarre).
Nafarroa Bai es va presentar per primera vegada com a coalició a les eleccions generals de 2004, aconseguint un dels cinc escons navarresos al Congrés dels Diputats. A les eleccions autonòmiques de 2007 es van convertir en la segona força política de Navarra per nombre de votants i representació parlamentària, mentre que en les eleccions generals de 2008 van mantenir la tercera posició i l'escó aconseguit en les eleccions anteriors, augmentant lleugerament el seu percentatge de vots.

### ANB en les eleccions; noves il·legalitzacions; Euskal Herria Bai (2007)
La candidatura que va representar a l'esquerra abertzale il·legalitzada en les eleccions forals i municipals de 2007 va ser Acció Nacionalista Basca (ANV), el qual portava 30 anys sense presentar una candidatura pròpia a eleccions i per la qual el membre de Batasuna Pernando Barrena va demanar públicament el vot. Part de les llistes d'ANB anessin impugnades, permetent presentar-se a 123 d'un total de 256.
ANV va obtenir 94.253 vots en les candidatures que no van ser impugnades (73.456 al País Basc i 20.690 a Navarra). ANV va guanyar en 31 municipis dels 97 que va poder presentar-se i va obtenir representació en altres 62. D'aquesta manera, la formació abertzale va sumar 337 regidors al País Basc i 93 a Navarra, sent la quarta força política en vots, amb un 6,77% (tercera en nombre de regidors), al País Basc i quarta (3,29%) a Navarra. ANB va obtenir també un regidor al Comtat de Treviño i un altre a La Puebla de Arganzón, els municipis que formen l'enclavament burgalès a Àlaba de Treviño. Atribuint-se tots els vots declarats nuls, ANB va reclamar com a propis 92.000 vots més al País Basc i Navarra; afirmant ser la força majoritària en un total de 55 alcaldies d'aquests territoris. Al Parlament de Navarra, els vots nuls van ser 18.285, que la formació va reivindicar com a propis, corresponent-la segons aquesta interpretació 2 diputats electes.
En el mateix any l'Audiència Nacional va declarar il·legals les organitzacions Segi (i les seves antecessores Haika i Jarrai), KAS, Ekin i Xaki per la seva relació amb ETA, condemnant a més de 500 anys de presó als acusats de pertànyer-hi, si bé el Tribunal Suprem rebaixaria les penes posteriorment. Així mateix, a l'any següent l'Audiència Nacional també va declarar il·legals Acció Nacionalista Basca i el Partit Comunista de les Terres Basques.
Mentrestant a Iparralde, Batasuna, Eusko Alkartasuna i Abertzaleen Batasuna configuraven la coalició Euskal Herria Bai per les eleccions legislatives franceses de 2007. Euskal Herria Bai va aconseguir 10.781 vots i un 7,99% dels sufragis. Els resultats van animar als integrants de la coalició a reeditar-la per a les eleccions cantonals franceses de 2008 en les quals EHBai va aplegarr 12.302 vots en la primera volta de les cantonals, la qual cosa va suposar un 13,75% dels vots vàlids.

### L'esquerraabertzaleil·legalitzada fora del Parlament Basc (2009)
Per les eleccions al Parlament Basc de 2009 l'esquerra abertzale il·legalitzada va presentar la plataforma Demokrazia Hiru Milioi a les Eleccions al Parlament Basc de 2009. Les seves candidatures van ser anul·lades i la plataforma il·legalitzada, al mateix temps que succeïa el mateix amb el partit polític Askatasuna que va presentar llistes l'any 2001 amb un resultat simbòlic. Amb aquest esdeveniment, l'esquerra abertzale il·legalitzada va quedar fora per primera vegada fora del Parlament Basc possibilitant així l'arribada de Patxi López (PSE-EE) al govern de Vitòria.
Mentrestant, des de la seva separació d'HB, Aralar ha continuat la seva trajectòria, obtenint 1 diputat en la seva primera cita electoral al Parlament Basc en 2005, augmentats a 4 en les de 2009. A les eleccions al Parlament de Navarra de 2007 va aconseguir 5 diputats dins de la coalició Nafarroa Bai, segona força política de la comunitat foral. D'altra banda, al febrer de 2009, Abertzaleen Batasuna (AB) va prendre la decisió d'afermar i donar oficialitat a les seves relacions amb Aralar, que fins llavors havia considerat el seu referent en Espanya, però sense vinculació orgànica.
En les eleccions europees de 2009, des de Batasuna i el seu entorn es va demanar el vot per a la candidatura Iniciativa Internacionalista a Espanya i per a Euskal Herriaren Alde a França. Per la seva banda, Aralar i Eusko Alkartasuna es van presentar dins de la coalició nacionalista i d'esquerres Europa dels Pobles-Verds a Espanya, mentre que a França AB i EA van donar el seu suport Europe Écologie.
Iniciativa Internacionalista va obtenir un 15,92% del vot en la comunitat autònoma del País Basc i un 11,46% en Navarra, mentre que la llista d'Aralar i EA va aconseguir un 5,67% al País Basc i un 6,98% a Navarra. No obstant això, a nivell estatal Iniciativa Internacionalista no va aconseguir representació, mentre que la llista d'Europa dels Pobles-Verds va obtenir un eurodiputat, que s'aniria rotant entre els membres de la coalició.
A França Euskal Herriaren Alde tampoc va aconseguir representació aconseguint un 2,7% dels vots al departament de Pirineus Atlàntics.

### Zutik Euskal Herria (2010)
Al novembre de 2009, 32 anys després del naixement d'HB a Altsasu, l'esquerra abertzale va tornar a reunir-se en la mateixa localitat per presentar la Declaració d'Altsasu, en la qual l'esquerra abertzale il·legalitzada va realitzar una declaració "unilateral" en la qual apostava per un "procés democràtic" i una "confrontació per vies exclusivament polítiques i democràtiques", al mateix temps que reivindicaca el diàleg entre ETA i el Govern d'Espanya. Després d'aquesta declaració es va presentar el document Aclarint la fase i l'estratègia que va ser debatut en 254 assemblees en municipis bascos, en les quals es feia una retrospectiva dels últims 30 anys de trajectòria política de l'esquerra abertzale i s'aclaria com seria la via a prendre en el futur per aquest moviment.
Finalitzat el debat, les bases de Batasuna presentaren en febrer de 2010 el document Zutik Euskal Herria, en el qual s'assumien els Principis Mitchell per donar sortida al conflicte basc, un "procés democràtic en absència de violència" i l'"acumulació de forces sobiranistes". En el document es va descartar l'ús de la violència com a forma de fer política apel·lant a la "lluita de masses, la lluita institucional i la lluita ideològica" com a úniques vies, al mateix temps que afirmava que «ningú podrà utilitzar la força o amenaçar amb el seu ús per influenciar en el curs o el resultat de les negociacions multipartites, així com per tractar de modificar l'acord que neixi d'elles».
A la presentació del document es va acordar la "Declaració de Pamplona", en la qual l'esquerra abertzale apel·lava per primer cop a ETA en públic, demandant-li a aquesta i al govern espanyol el compliment de l'Declaració de Brussel·les realitzada per diverses fundacions i Premis Nobel de la Pau (entre ells, l'ex president sud-africà Frederik de Klerk, l'arquebisbe Desmond Tutu, i els ex primers ministres irlandesos, John Hume i Mary Robinson). El 5 de setembre de 2010, ETA va anunciar un cessament de les "accions armades ofensives", que va ser entès com un "alto-el-foc".

### Sortu (2011)
El 7 de febrer de 2011 es van presentar al palau Euskalduna els estatuts de la nova formació de l'esquerra abertzale Sortu, en els quals es rebutjava "la violència o l'amenaça en qualsevol forma", inclosa la d'ETA i adoptava "una posició clara i inequívoca d'actuació per vies exclusivament polítiques i democràtiques". A més es comprometia a "mostrar" la seva voluntat i desig de contribuir amb la resta d'agents polítics, socials i sindicals "a la definitiva i total desaparició de qualsevol classe violència, en particular, la de l'organització ETA"; a la superació de les conseqüències de tota violència i terrorisme, en pro de la pau, justícia i reconciliació de la societat basca"; "al reconeixement i reparació de totes les víctimes originades per les múltiples violències que han tingut presència al nostre poble en les últimes dècades."
El 23 de març, la Sala Especial de l'article 61 del Tribunal Suprem va denegar la inscripció de Sortu en el Registre de Partits, per considerar-lo successor de Batasuna i no desvinculat de l'organització armada ETA; si bé la decisió no fou unànime i el resultat final de nou a set fou decidit per l'últim vot, emès pel president de la Sala Carlos Dívar.

### Bildu (2011)
El 3 d'abril de 2011 es va constituir la coalició Bildu, entre els partits Eusko Alkartasuna i Alternatiba, les associacions Araba Bai i Herritarron Garaia, i independents d'esquerra abertzale. Bildu va presentar candidatures per les eleccions a Juntes Generals, al Parlament de Navarra, i per les eleccions locals en la majoria de municipis del País Basc i Navarra, així com en Treviño i alguns concejos navarresos.
També es van presentar diverses agrupacions electorals per a les eleccions en diversos municipis i concejos del País Basc i Navarra. Totes les llistes de Bildu i algunes d'aquestes agrupacions electorals van ser impugnades per la Fiscalia General i l'Advocacia General de l'Estat acusant-les de subordinació a ETA i relacionant-les amb Batasuna i altres grups polítics il·legalitzats per la seva vinculació amb ETA.
L'1 de maig de 2011 la sala 61 del Tribunal Suprem es va pronunciar a favor (per nou vots a sis) de les impugnacions presentades per l'Advocacia de l'Estat i el Ministeri Fiscal, anul·lant així les llistes presentades per la coalició Bildu, així com les de deu de les agrupacions electorals impugnades. El vicepresident del govern Alfredo Pérez Rubalcaba manifestà igualment que la sentència provava que Bildu no havia trencat amb ETA.
La coalició va recórrer al Tribunal Constitucional, el qual va revocar la decisió del Suprem en considerar que s'havia vulnerat el dret a la participació política de Bildu, consagrat en l'article 23 de la Constitució, ja que la coalició sobiranista no obeïa a una estratègia d'ETA i només es va consumar perquè l'esquerra abertzale, després d'un debat de cinc mesos, va rebutjar la violència armada.
Després de les eleccions de 2011 Bildu va obtenir 313.231 vots (1,39%) i 1.138 regidors, assolint un total de 123 alcaldies. Per comunitats, en el País Basc es va convertir en la primera força política per regidors, 953, i la segona per vots, 276.134 (25,45%); i a Navarra va obtenir 37.017 vots (11,63%) i 184 regidors, sent la tercera força política en tots dos aspectes en la comunitat foral. Els seus millors resultats els va aconseguir a Guipúscoa, on va obtenir 119.537 vots (34,60%) i 441 regidors, destacant la victòria per majoria relativa a Sant Sebastià. Amb aquests resultats *Bildu va superar els millors resultats obtinguts per una formació d'esquerra abertzale en unes eleccions municipals, marcat fins avui per Euskal Herritarrok en les de 1999.
Respecte als resultats en les eleccions forals, Bildu va aconseguir 31.998 vots (20,96%) i 11 procuradors a les Juntes Generals d'Àlaba (3a força política), 122.056 vots (21,00%) i 12 apoderats a les de Biscaia (2a força política) i 119.094 vots (34,65%) i 22 junteros a les de Guipúscoa (1a força política). Així mateix, va obtenir 42.839 vots (13,30%) i 7 diputats al Parlament de Navarra.

### Altres agrupacions electorals impugnades pel Tribunal Suprem (2011)
D'entre les agrupacions electorals impugnades per la Fiscalia General i l'Advocacia General de l'Estat per la seva relació amb Batasuna i unes altres marques electorals il·legalitzades segons els mateixos criteris, el Tribunal Suprem va anul·lar les candidatures de Arbizuarron Hitza (Arbizu), Aitzurain (Etxarri-Aranatz), Esquerra Falcesina (Falces), l'Agrupació Independent Arbekoa (Galar), Oskotseta (pel concejo d'Urritza en el municipi d'Imotz, aquesta candidatura estava formada per una sola persona, que ha estat presidenta del concejo entre 2007 i 2011 i és membre de Verds de Navarra-Nafarroako Berdeak), l'Agrupació d'Electors Lakuntzaileok (Lakuntza), Larraun Bat (Larraun), Biscasa y Pialote (Nabaskoze) i l'Agrupació Independent d'Iguzkitza (Iguzkitza).
Entre les agrupacions electorals admeses pel Tribunal Suprem també existien casos en què aquestes integraven a membres que amb anterioritat van participar amb marques il·legalitzades. Així, Oltzako Herria (d'Oltza Zendea) tenia com a cap de llista a un antic candidat d'EH; l'Agrupació Independent Batzarramendi (Lácar) integrava a excandidats d'HB i EH; l'Agrupació Electoral Erlain (Basaburua), governada fins a 2007 per ANV, integrava a ex membres d'HB i d'altres agrupacions anul·lades en el seu moment pels Tribunals; Txangola (Ezkabarte) també posseïa candidats d'HB, EH, ANV i altres agrupacions anul·lades; Atabea (Gallués) integrava a candidats d'Askatasuna, AuB i SA; l'Agrupació Urdintxa (Ollaran) integrava a un candidat d'ANV i l'Agrupació Electoral Oskotseta (concejo de Muzkiz, en el municipi d'Imotz) a una candidata d'EH; l'Agrupació Electoral Herri Taldea (Etxalar). També va ser acceptada la candidatura Alkarlanien (Ubidea), encapçalada per l'alcalde d'ANV, membre del 'comando Donosti' d'ETA en els anys 80 i que va ser condemnat a 33 anys de presó, a més d'estar integrada també per candidats, apoderats o promotors d'ANV i EH.
El Tribunal Suprem va incórrer en una contradicció en acceptar la impugnació de la Fiscalia i rebutjar la de l'Advocacia respecte a l'Agrupació Independent d'Iguzkitza (Iguzkitza), la qual integrava a un antic membre d'EH, encara que finalment va ser una de les anul·lades. Les altres agrupacions admeses per a les eleccions van ser Agrupació Independent Batzarramendi (Deierri), Agrupació Mendurro (Músquiz) i Agrupació Metauten (Metauten).
De les onze agrupacions electorals anul·lades només una va recórrer al Tribunal Constitucional, la de Zalduondo, integrada únicament per un candidat, exmembre d'HB i AuB. El Constitucional admitió el recurso y la agrupación pudo presentarse.

### Amaiur (2011)
En un procés similar al que va donar la creació de Bildu, de cara a les eleccions generals del 20 de novembre de 2011 es va formar la coalició Amaiur, formada per Aralar, Eusko Alkartasuna, Alternatiba i independents de l'esquerra abertzale. L'oferta de formar una coalició abertzale i sobiranista també es va fer al PNB, que va rebutjar confluir en aquesta aliança electoral.
El 27 de setembre de 2011 es va presentar la coalició, amb la intervenció de Rufi Etxeberria i Txelui Moreno, presentats com a portaveus de l'esquerra abertzale; el secretari general d'EA, Pello Urizar; la representant d'Aralar Rebeka Ubera i el portaveu d'Alternatiba, Oskar Matute; en el qual van exposar que la coalició reivindicaria "el reconeixement nacional i el dret a decidir que li assisteix a Euskal Herria" Igualment, definiren l'Acord de Gernika com "l'únic full de ruta existent actualment que ens portarà cap a la pau".
Per la seva part, el col·lectiu Erabaki, format per antics membres del POR, abandonà Ezker Batua-Berdeak i demanà el vot per a Amaiur.
En aquestes eleccions Amaiur va registrar un total de 333.628 vots, que li van atorgar 7 diputats i 3 senadors, sent la segona força més votada en la comunitat autònoma del País Basc (primera en nombre de diputats) i tercera en la de Navarra. D'aquests deu parlamentaris electes, 1 diputat i 1 senador són membres d'Eusko Alkartasuna (EA), 1 diputat és d'Aralar i els altres 7 figuren com a independents de l'esquerra abertzale. A Àlaba va obtenir 32.267 sufragis (19,11%) i 1 diputat, el primer diputat d'esquerra abertzale per aquesta circumscripció de la història; a Guipúscoa va aconseguir 3 diputats i 3 senadors en haver obtingut 129.655 vots, el 34,81% dels vots vàlids, sent la força més votada a aquest territori històric; a Navarra la coalició va registrar un diputat i 49.100 vots (14,86%); i a Biscaia va obtenir 122.606 vots (19,21%) i 2 diputats.

## Resultats electorals

### Eleccions generals i europees a l'Estat espanyol
| Eleccions i data                         | Candidatura | Vots                                  | %                            | Diputats | Senadors | Eurodiputats |
| ---------------------------------------- | --- | ------------------------------------- | ---------------------------- | -------- | -------- | ------------ |
| Eleccions generals espanyoles de 1931    | Acció Nacionalista Basca (ANV) | 33.826                                | N/A                          | 0        | 0        |              |
| Eleccions generals espanyoles de 1933    | Acció Nacionalista Basca (ANV) | 2.136                                 | N/A                          | 0        | 0        |              |
| Eleccions generals espanyoles de 1977    | Euskadiko Ezkerra (EE) Euskal Sozialistak Elkartzeko Indarra (ESEI) b Euskal Sozialista Biltzarrea (ESB) Unión Navarra de Izquierdas (UNAI) Unión Autonomista de Navarra (UAN) c Acció Nacionalista Basca (ANV) | 61.417 N/A 36.002 24.489 18.079 6.435 | 0,34 N/A 0,20 0,13 0,10 0,04 | 1 0 0    | 1 1 0 0  |              |
| Eleccions generals espanyoles de 1979    | Herri Batasuna (HB) Euskadiko Ezkerra (EE) Unión Navarra de Izquierdas (UNAI) | 172.110 85.677 10.970                 | 0,96 0,48 0,06               | 3 1 0    | 1 0 0    |              |
| Eleccions generals espanyoles de 1982    | Herri Batasuna (HB) Euskadiko Ezkerra (EE) | 210.601 100.326                       | 1,00 0,48                    | 2 1      | 0 0      |              |
| Eleccions generals espanyoles de 1986    | Herri Batasuna (HB) Euskadiko Ezkerra (EE) | 231.722 107.053                       | 1,15 0,53                    | 5 2      | 1 0      |              |
| Eleccions al Parlament Europeu de 1987 a | Herri Batasuna (HB) Coalició per l'Europa dels Pobles (EA) Esquerra dels Pobles (EE) | 250.953 191.402 113.768               | 1,32 1,00 0,59               |          |          | 1 1 0        |
| Eleccions al Parlament Europeu de 1989 a | Herri Batasuna (HB) Coalició per l'Europa dels Pobles (EA) Esquerra dels Pobles (EE) | 215.878 139.507 103.283               | 1,38 0,89 0,66               |          |          | 1 1* 1       |
| Eleccions generals espanyoles de 1989    | Herri Batasuna (HB) Eusko Alkartasuna (EA) Euskadiko Ezkerra (EE) | 217.278 136.955 105.238               | 1,06 0,67 0,51               | 4 2 2    | 3 0 0    |              |
| Eleccions generals espanyoles de 1993    | Herri Batasuna (HB) Eusko Alkartasuna-Euskal Ezkerra (EA-EuE) | 206.876 129.293                       | 0,88 0,55                    | 2 1      | 0 0      |              |
| Eleccions al Parlament Europeu de 1994 a | Herri Batasuna (HB) Per l'Europa dels Pobles (EA) | 164.875 87.025                        | 0,90 0,47                    |          |          | 0 0          |
| Eleccions generals espanyoles de 1996    | Herri Batasuna (HB) Eusko Alkartasuna (EA) | 181.304 115.861                       | 0,72 0,46                    | 2 1      | 0 0      |              |
| Eleccions al Parlament Europeu de 1999 a | Euskal Herritarrok (EH) Coalició Nacionalista - Europa dels Pobles (EA) d | 270.942 N/A                           | 1,30 N/A                     |          |          | 1 1*         |
| Eleccions generals espanyoles de 2000    | Eusko Alkartasuna (EA) Euskal Herritarrok (EH) e | 100.742 N/A                           | 0,43 N/A                     | 1 0      | 0 0      |              |
| Eleccions generals espanyoles de 2004    | Eusko Alkartasuna (EA) Nafarroa Bai (NaBai) f Aralar-Zutik | 80.905 61.045 38.560                  | 0,31 0,24 0,15               | 1 1 0    | 0 0 0    |              |
| Eleccions al Parlament Europeu de 2004 a | Europa dels Pobles (EA) Aralar Herritarren Zerrenda (HZ) g | 64.509 17.739 N/A                     | 0,42 0,12 N/A                |          |          | 1* 0 0       |
| Eleccions generals espanyoles de 2008    | Nafarroa Bai (NaBai) f Eusko Alkartasuna (EA) Aralar | 62.398 50.371 29.989                  | 0,24 0,20 0,12               | 1 0 0    | 0 0 0    |              |
| Eleccions al Parlament Europeu de 2009 a | Iniciativa Internacionalista Europa dels Pobles - Verds (Aralar-EA) | 139.981 55.200[                       | 0,90 0,35                    |          |          | 0 1*         |
| Eleccions generals espanyoles de 2011    | Amaiur | 333.628                               | 1,37                         | 7        | 3        |              |

Notes
a Vots atribuibles a Navarra i País Basc.

b En la coalició Front Autonòmic al Senat, amb PNV i PSE-PSOE.

c Inclou ANB i ESB a Navarra.

d En coalició amb el PNV.

e Demanà l'abstenció.

f Inclou Aralar i EA en Navarra.

g Candidatura il·legalitzada pel Tribunal Suprem.

* Legislatura no completa.

### Eleccions autonòmiques i forals del País Basc
| Eleccions i data                    | Candidatura                                                                                              | Vots                    | %                  | Diputats | Junteros |
| ----------------------------------- | --- | ----------------------- | ------------------ | -------- | -------- |
| Eleccions a Juntes Generals de 1979 | Herri Batasuna (HB) Euskadiko Ezkerra (EE)                                                               | 169.653 63.879          | 20,48 7,71         |          | 38 14    |
| Eleccions al Parlament Basc de 1980 | Herri Batasuna (HB) Euskadiko Ezkerra (EE) Euskal Sozialistak Elkartzeko Indarra (ESEI)                  | 151.636 89.953 6.280    | 16,55 9,82 0,69    | 11 6 0   |          |
| Eleccions a Juntes Generals de 1983 | Herri Batasuna (HB) Euskadiko Ezkerra (EE)                                                               | 142.481 79.158          | 14,32 7,96         |          | 20 6     |
| Eleccions al Parlament Basc de 1984 | Herri Batasuna (HB) Euskadiko Ezkerra (EE) Auzolan                                                       | 157.389 85.671 10.714   | 14,65 7,98 1,00    | 11 6 0   |          |
| Eleccions al Parlament Basc de 1986 | Herri Batasuna (HB) Eusko Alkartasuna (EA) Euskadiko Ezkerra (EE)                                        | 199.900 181.175 124.423 | 17,47 15,84 10,88  | 13 13 9  |          |
| Eleccions a Juntes Generals de 1987 | Herri Batasuna (HB) Eusko Alkartasuna (EA) Euskadiko Ezkerra (EE)                                        | 207.372 190.136 106.797 | 19,40 17,79 9,99   |          | 32 35 12 |
| Eleccions al Parlament Basc de 1990 | Herri Batasuna (HB) Eusko Alkartasuna (EA) Euskadiko Ezkerra (EE)                                        | 186.410 115.703 79.105  | 18,33 11,38 7,78   | 13 9 6   |          |
| Eleccions a Juntes Generals de 1991 | Herri Batasuna (HB) Eusko Alkartasuna (EA) Euskadiko Ezkerra (EE)                                        | 172.844 123.334 68.139  | 17,57 12,54 6,93   |          | 27 19 8  |
| Eleccions al Parlament Basc de 1994 | Herri Batasuna (HB) Eusko Alkartasuna (EA)                                                               | 166.147 105.136         | 16,29 10,31        | 11 8     |          |
| Eleccions a Juntes Generals de 1995 | Herri Batasuna (HB) Eusko Alkartasuna (EA) Herri Hats (HH)                                               | 160.552 120.960 446     | 14,70 11,08 0,04   |          | 20 15 0  |
| Eleccions al Parlament Basc de 1998 | Euskal Herritarrok (EH) Eusko Alkartasuna (EA)                                                           | 224.001 108.635         | 17,91 8,69         | 14 6     |          |
| Eleccions a Juntes Generals de 1999 | Euskal Herritarrok (HB) Eusko Alkartasuna (EA) a                                                         | 228.523 N/A             | 20,04 N/A          |          | 29 17    |
| Eleccions al Parlament Basc de 2001 | Euskal Herritarrok (EH) Eusko Alkartasuna (EA) a Askatasuna                                              | 143.139 N/A 663         | 10,12 N/A 0,05     | 7 7 0    |          |
| Eleccions a Juntes Generals de 2003 | Eusko Alkartasuna (EA) a Aralar Autodeterminaziorako Bilgunea (AuB) b                                    | N/A 36.069 N/A          | N/A 3,24 N/A       |          | 22 1 0   |
| Eleccions al Parlament Basc de 2005 | Partit Comunista de les Terres Basques (PCTV-EHAK) Eusko Alkartasuna (EA) a Aralar Aukera Guztiak (AG) b | 150.644 N/A 28.180 N/A  | 12,44 N/A 2,33 N/A | 9 7 1 0  |          |
| Eleccions a Juntes Generals de 2007 | Eusko Alkartasuna (EA) Acció Nacionalista Basca (ANV) c Aralar d Abertzale Sozialisten Batasuna (ASB) b  | 69.973 28.227 N/A N/A   | 7,60 3,07 N/A N/A  |          | 10 5 4 0 |
| Eleccions al Parlament Basc de 2009 | Aralar Eusko Alkartasuna (EA) Askatasuna b Demokrazia Hiru Milioi (D3M) b                                | 62.214 37.820 N/A N/A   | 6,05 3,68 N/A N/A  | 4 1 0 0  |          |
| Eleccions a Juntes Generals de 2011 | Bildu Aralar Sortu b                                                                                     | 273.138 37.220 N/A      | 25,94 3,54 N/A     |          | 45 1 0   |
| Eleccions al Parlament Basc de 2012 | Euskal Herria Bildu                                                                                      | 277.923                 | 24,67              | 21       |          |
| Eleccions al Parlament Basc de 2016 | Euskal Herria Bildu                                                                                      | 225.172                 | 21,13              | 18       |          |
| Eleccions al Parlament Basc de 2020 | Euskal Herria Bildu                                                                                      | 249.580                 | 27,60              | 21       |          |

Notes
a En coalició amb el PNV.

b Candidatura il·legalitzada pel Tribunal Suprem.

c Algunes de les seves llistes foren il·legalitzades.

d En coalició amb Ezker Batua-Berdeak.

### Eleccions autonòmiques de Navarra
| Eleccions i data                          | Candidatura                                                                                          | Vots                | %               | Diputats |
| ----------------------------------------- | --- | ------------------- | --------------- | -------- |
| Eleccions al Parlament de Navarra de 1979 | Herri Batasuna (HB) Agrupacions Electorals de Merindades (Amaiur) Unión Navarra de Izquierdas (UNAI) | 28.244 17.282 7.419 | 11,12 6,81 2,92 | 9 7 1    |
| Eleccions al Parlament de Navarra de 1983 | Herri Batasuna (HB) Auzolan Euskadiko Ezkerra (EE)                                                   | 28.055 8.356 6.292  | 10,62 3,16 2,38 | 6 0 0    |
| Eleccions al Parlament de Navarra de 1987 | Herri Batasuna (HB) Eusko Alkartasuna (EA) Euskadiko Ezkerra (EE)                                    | 38.138 19.840 9.618 | 13,68 7,10 3,44 | 7 4 1    |
| Eleccions al Parlament de Navarra de 1991 | Herri Batasuna (HB) Eusko Alkartasuna (EA) Euskadiko Ezkerra (EE)                                    | 30.762 15.170 5.824 | 11,35 5,60 2,15 | 6 3 0    |
| Eleccions al Parlament de Navarra de 1995 | Herri Batasuna (HB) Eusko Alkartasuna (EA)                                                           | 27.404 13.568       | 9,40 4,66       | 5 2      |
| Eleccions al Parlament de Navarra de 1999 | Euskal Herritarrok (EH) Eusko Alkartasuna (EA) a                                                     | 47.271 16.512       | 15,96 5,57      | 8 3      |
| Eleccions al Parlament de Navarra de 2003 | Aralar Eusko Alkartasuna (EA) a Autodeterminaziorako Bilgunea (AuB) b                                | 24.068 22.824 N/A   | 8,02 7,61 N/A   | 4 4 c 0  |
| Eleccions al Parlament de Navarra de 2007 | Nafarroa Bai (NaBai) Acció Nacionalista Basca (ANV) b Abertzale Sozialisten Batasuna (ASB) b         | 77.893 N/A N/A      | 23,95 N/A N/A   | 12 d 0 0 |
| Eleccions al Parlament de Navarra de 2011 | NaBai 2011 Bildu Sortu b                                                                             | 49.927 42.916 N/A   | 15,41 13,28 N/A | 8 e 7 0  |

Notes
a En coalició amb PNV.

b Candidatura il·legalitzada pel Tribunal Suprem.

c D'ells, 3 d'EA.

d D'ells, 5 d'Aralar i 4 d'EA.

e D'ells, 5 d'Aralar.

### Eleccions legislatives i europees a França
| Eleccions i data                         | Candidatura                                                 | Vots                  | %             | Diputats | Eurodiputats |
| ---------------------------------------- | ----------------------------------------------------------- | --------------------- | ------------- | -------- | ------------ |
| Eleccions legislatives franceses de 1967 | Enbata                                                      | 5.035                 | 4,63          | 0        |              |
| Eleccions legislatives franceses de 1978 | Euskal Herriko Alderdi Sozialista (EHAS)                    | 4.924                 | 3,59          | 0        |              |
| Eleccions legislatives franceses de 1986 | Ezkerreko Mugimendu Abertzalea (EMA)                        | 5.081                 | 3,77          | 0        |              |
| Eleccions legislatives franceses de 1988 | Ezkerreko Mugimendu Abertzalea (EMA)                        | 6.756                 | Sense dades   | 0        |              |
| Eleccions legislatives franceses de 1993 | Euskal Batasuna-Ezkerreko Mugimendu Abertzalea (EB-EMA)     | 8.179                 | 5,65          | 0        |              |
| Eleccions legislatives franceses de 1997 | Abertzaleen Batasuna-Eusko Alkartasuna (AB-EA)              | 11.297                | 6,65          | 0        |              |
| Eleccions legislatives franceses de 2002 | Abertzaleen Batasuna (AB) Batasuna a Eusko Alkartasuna (EA) | 7.656 N/A Sense dades | 5,91 N/A 1,51 | 0 0 0    |              |
| Eleccions al Parlament Europeu de 2004   | Herritarren Zerrenda b                                      | Sense dades           | 2,55          |          | 0            |
| Eleccions legislatives franceses de 2007 | Euskal Herria Bai (EHBai) c                                 | 10.676                | 8,30          | 0        |              |
| Eleccions al Parlament Europeu de 2009   | Europe Écologie d Euskal Herriaren Alde b                   | 13.885 5.540          | 15,62 6,23    |          | 0 0          |

Notes
a Demanà l'abstenció.

b Candidatura promoguda per Batasuna.

c Coalició d'AB, Batasuna i EA.

d Candidatura amb suport d'AB i EA.